# Paraceratherium
Paraceratherium (il cui nome significa "simile alla bestia senza corna", in riferimento ad Aceratherium, il genere in cui la specie tipo P. bugtiense venne originariamente collocata) è un genere estinto di rinoceronte privo di corna, considerato uno dei più grandi mammiferi terrestri mai esistiti. Visse dall'inizio alla fine dell'Oligocene, circa 34-23 milioni di anni fa. I primi fossili di Paraceratherium furono scoperti in quello che oggi è il Pakistan, ma resti aggiunti sono stati rinvenuti in tutta l'Eurasia, dalla Cina ai Balcani. Questo animale è classificato come membro della famiglia Paraceratheriidae, di cui rappresenta il genere tipo.
Le effettive dimensioni di Paraceratherium sono sconosciute a causa dell'incompletezza dei fossili, ma si stima che potesse raggiungere un'altezza al garrese di circa 5 metri, una lunghezza di circa 7,4 metri e un peso compreso tra 15 e 20 tonnellate. Il suo lungo e muscoloso collo sosteneva un cranio di circa 1,3 metri di lunghezza. Presentava grandi incisivi simili a zanne e un'incisione nasale che suggerisce la presenza di un labbro superiore prensile o di una piccola proboscide in vita. Le sue zampe erano lunghe e robuste, simili a colonne. Lo stile di vita di Paraceratherium potrebbe essere stato simile a quello dei grandi mammiferi moderni, come elefanti e rinoceronti. Grazie alle sue dimensioni eccezionali, l'animale avrebbe avuto pochi predatori naturali e probabilmente un tasso di riproduzione lento. Era un brucatore che si nutriva principalmente di foglie, piante morbide e arbusti, vivendo in habitat che spaziavano dai deserti aridi con pochi alberi sparsi alle foreste subtropicali. Le cause della sua estinzione rimangono sconosciute, ma sono stati ipotizzati diversi fattori.
La tassonomia del genere e delle sue specie è complessa e oggetto di dibattito. Diversi generi di indricotheridi oligocenici, come Baluchitherium, Indricotherium e Pristinotherium, sono stati nominati, ma l'assenza di esemplari completi rende difficile il confronto e la classificazione. La maggior parte degli scienziati moderni considera questi generi sinonimi junior di Paraceratherium. Le specie attualmente riconosciute includono P. bugtiense, P. transouralicum, P. huangheense e P. linxiaense. La specie più conosciuta è P. transouralicum, sulla quale si basano la maggior parte delle ricostruzioni. Le differenze tra P. bugtiense e P. transouralicum potrebbero rappresentare un caso di dimorfismo sessuale, suggerendo che entrambi appartengano alla stessa specie.

## Descrizione

Dimensioni stimate per P. transouralicum (verde oliva) a confronto con un uomo, altri grandi mammiferi e il sauropode Patagotitan

Paraceratherium è uno dei più grandi mammiferi terrestri conosciuti, ma le sue dimensioni esatte rimangono incerte a causa della mancanza di scheletri completi. La lunghezza totale del corpo è stata stimata in 8,7 metri da Granger e Gregory nel 1936, e in 7,4 metri dalla paleontologa sovietica Vera Gromova nel 1959, sebbene la prima stima sia oggi considerata esagerata. Il peso di Paraceratherium è stato confrontato con quello di alcuni grandi proboscidati estinti, come il mammut delle steppe (Mammuthus trogontherii), il cui scheletro completo rappresenta uno dei più grandi mai trovati. Nonostante la massa fosse simile, Paraceratherium era più alto di qualsiasi proboscidato. L'altezza al garrese è stata stimata a 5,25 metri da Granger e Gregory, mentre il paleontologo Gregory S. Paul, nel 1997, l'ha stimata a circa 4,8 metri. Il collo, fondamentale per raggiungere i rami degli alberi più alti, è stato stimato avere una lunghezza di 2-2,5 metri dai paleontologi Michael P. Taylor e Mathew J. Wedel nel 2013.

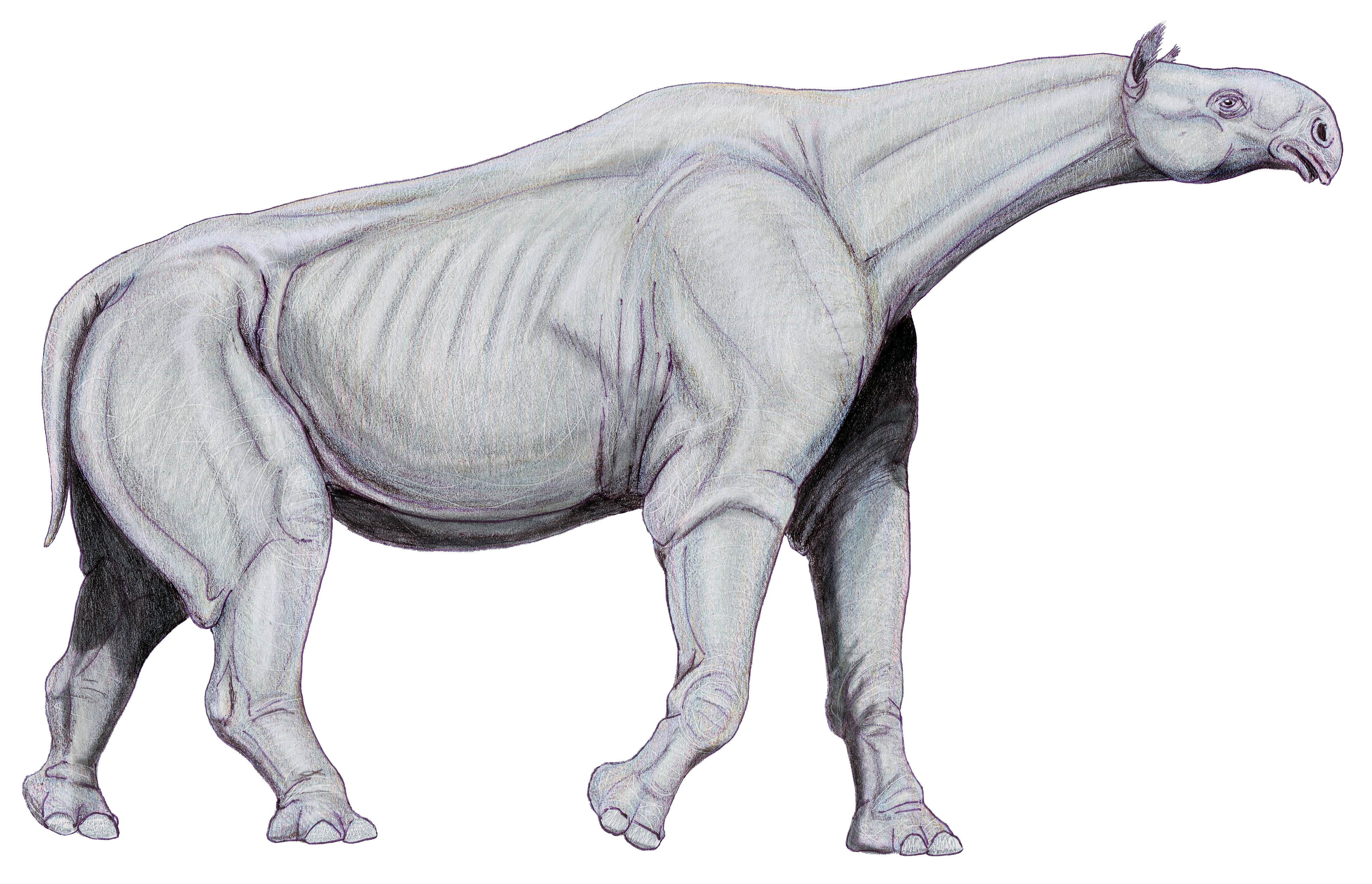
Ricostruzione artistica di P. transouralicum

Le prime stime sul peso di Paraceratherium indicavano un massimo di circa 30 tonnellate, ma oggi queste valutazioni sono considerate esagerate. Le stime più recenti suggeriscono che il peso massimo dell'animale si aggirasse tra le 15 e le 20 tonnellate, con una media di circa 11 tonnellate. Questi calcoli si basano principalmente sui fossili di P. transouralicum, la specie meglio documentata grazie ai resti più completi. Le stime di peso sono derivate da misurazioni di cranio, denti e ossa degli arti, ma gli elementi ossei noti provengono da individui di dimensioni variabili. Di conseguenza, tutte le ricostruzioni scheletriche sono estrapolazioni composite, che generano intervalli di peso differenti a seconda degli individui analizzati.
Non ci sono prove dirette sul colore o sulla struttura della pelle di Paraceratherium, poiché non sono state trovate impronte cutanee né resti mummificati. Tuttavia, la maggior parte delle ricostruzioni raffigurano l'animale con una pelle spessa, piegata, grigia e priva di peli, simile a quella dei moderni rinoceronti. Questo è basato sul fatto che i grandi mammiferi moderni, come elefanti e rinoceronti, tendono a essere glabri per dissipare meglio il calore corporeo, poiché i peli trattengono il calore. Donald Prothero propose che, contrariamente a molte rappresentazioni, Paraceratherium avesse grandi orecchie simili a quelle degli elefanti, utilizzate per la termoregolazione. Negli elefanti, le grandi orecchie aumentano la superficie del corpo e contengono numerosi vasi sanguigni, permettendo una migliore dissipazione del calore. Secondo Prothero, le robuste ossa attorno alle aperture auricolari di Paraceratherium potrebbero supportare questa teoria. Tuttavia, i paleontologi Pierre-Olivier Antoine e Darren Naish hanno espresso scetticismo su questa ipotesi, suggerendo che l'interpretazione delle ossa auricolari potrebbe non essere sufficiente per confermare la presenza di grandi orecchie simili a quelle degli elefanti.
A causa della natura frammentaria dei fossili di Paraceratherium, lo scheletro dell'animale è stato ricostruito in modi diversi nel corso del tempo. Nel 1923, il paleontologo William Diller Matthew incaricò un artista di realizzare una ricostruzione scheletrica basata sugli esemplari allora conosciuti di P. transouralicum. Per questa ricostruzione furono utilizzate le proporzioni di un moderno rinoceronte come riferimento. Tuttavia, il risultato mostrava un animale eccessivamente tozzo e compatto. Lo stesso anno, Henry Fairfield Osborn face preparare una nuova ricostruzione più snella e slanciata, ma alcune rappresentazioni successive portarono all'estremo questa caratteristica, producendo immagini di Paraceratherium troppo sottili, con scarso riguardo per i dati scheletrici reali. Nel 1958, la paleontologa sovietica Vera Gromova pubblicò una ricostruzione scheletrica più completa, basata sui fossili di P. transouralicum rinvenuti nella Formazione Aral. Sebbene più accurata rispetto alle precedenti, anche questa ricostruzione risultò incompleta, poiché mancavano diverse vertebre del collo.

### Cranio

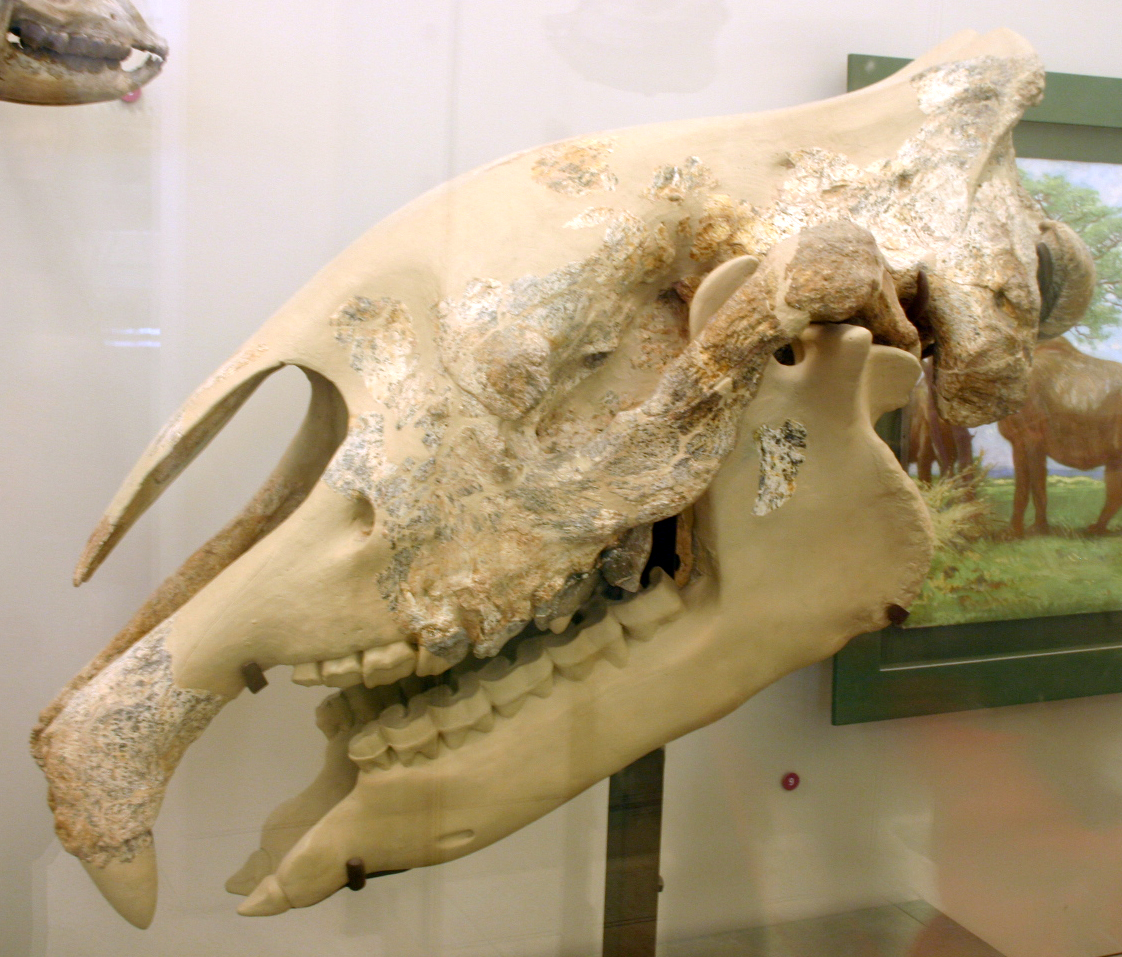
Cranio di P. transouralicum, AMNH

I crani più grandi di Paraceratherium misurano circa 1,3 metri di lunghezza, con una larghezza di 61 centimetri all'altezza degli archi zigomatici e una larghezza posteriore compresa tra 33 e 38 centimetri. La fronte dell'animale era lunga, liscia e priva delle aree rugose che, nei rinoceronti moderni, fungono da punto di attacco per le corna. Le ossa sopra la regione nasale erano allungate, e l'incisione nasale era particolarmente profonda, tanto da estendersi fino ai premolari P2-P3.. Questa caratteristica suggerisce che Paraceratherium possedesse un labbro superiore prensile, simile a quello del rinoceronte nero e del rinoceronte indiano, o forse una breve proboscide, come nei tapiri, per facilitare la raccolta della vegetazione.
La parte posteriore del cranio di Paraceratherium era bassa e stretta, priva di grandi creste lambdoidi o di una cresta sagittale prominente, caratteristiche comuni negli animali con corna o zanne che necessitano di muscoli forti per spingere e combattere. Tuttavia, il cranio presentava una fossa profonda per l'attacco dei legamenti nucali, che contribuivano a sostenere il peso del cranio. Il condilo occipitale era molto ampio, suggerendo la presenza di muscoli del collo particolarmente grandi e potenti, che consentivano all'animale di inclinare la testa verso il basso per nutrirsi dai rami più alti. Una delle caratteristiche distintive del genere era il profilo superiore del cranio, arcuato. Alcuni crani di P. transouralicum presentano una fronte bombata, mentre altri mostrano una fronte piatta, una variazione che potrebbe indicare dimorfismo sessuale. Inoltre, un endocasto cerebrale di P. transouralicum rivela che il cervello rappresentava solo l'8% della lunghezza del cranio, una percentuale molto inferiore rispetto al rinoceronte indiano, il cui cervello occupa il 17,7% della lunghezza del cranio.

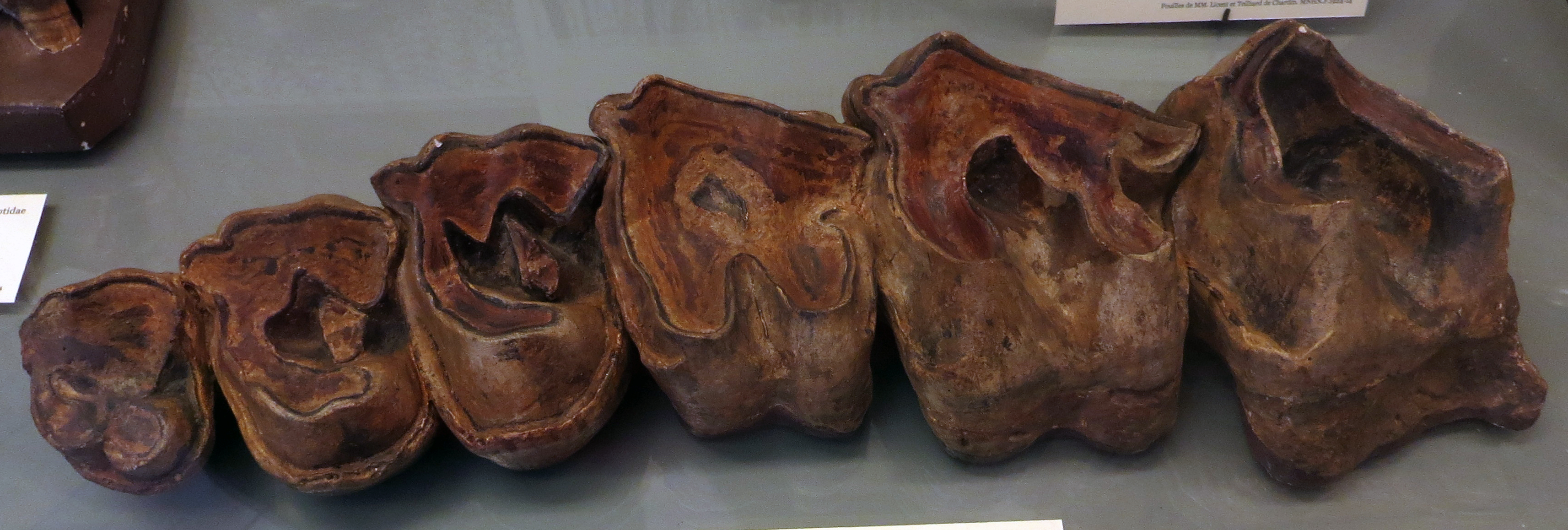
Molari superiori di P. transouralicum, al Musée d'Histoire Naturelle, Parigi

Le specie di Paraceratherium si distinguono principalmente attraverso le caratteristiche del cranio. P. bugtiense presenta una mascella e una premascella relativamente sottili, un tetto cranico poco profondo, processi mastoideo-paroccipitali sottili e posizionati sul retro del cranio, una cresta lambdoide che si estendeva poco all'indietro e un condilo occipitale orientato orizzontalmente, caratteristica che condivideva con Dzungariotherium. Al contrario, P. transouralicum aveva mascelle e premascelle robuste, zigomi rivolti verso il basso, ossa frontali a cupola, processi mastoideo-paroccipitali spessi, una cresta lambdoide che si estendeva maggiormente all'indietro e condili occipitali orientati verticalmente. P. huangheense differiva da P. bugtiense per l'anatomia della porzione posteriore della mascella e per le dimensioni complessivamente maggiori. Infine, P. linxiaense si distingue per una tacca nasale più profonda, con il fondo posizionato sopra la metà del molare M2, un condilo occipitale proporzionalmente più alto rispetto all'altezza della superficie occipitale, ossa del muso corte con un diastema davanti agli zigomi, un arco zigomatico alto con un'estremità posteriore prominente e un incisivo superiore I1 più piccolo rispetto a quello delle altre specie.
A differenza di quanto osservato nella maggior parte dei rinoceronti primitivi, i denti anteriori di Paraceratherium erano ridotti a un unico paio di incisivi, grandi e conici, spesso descritti come zanne. Gli incisivi superiori erano rivolti verso il basso, mentre quelli inferiori, più corti, puntavano in avanti. Questa disposizione unica è condivisa solo con Urtinotherium tra i rinoceronti conosciuti. È possibile che gli incisivi fossero più grandi nei maschi, forse per scopi legati alla competizione o al dimorfismo sessuale. I canini, normalmente presenti dietro gli incisivi in altri rinoceronti, erano completamente assenti. Gli incisivi erano separati dalla fila degli zigomi da un ampio diastema, una caratteristica tipica dei mammiferi in cui gli incisivi e i denti posteriori hanno specializzazioni diverse. I molari superiori, ad eccezione del terzo molare superiore a forma di V, presentavano un pattern a forma di pi greco (π) con un metastilo ridotto, mentre i premolari formavano solo parzialmente questo pattern. Ogni molare aveva le dimensioni di un pugno umano, dimensioni superate solo dai denti di alcuni proboscidati, sebbene fossero comunque piccoli rispetto alla proporzioni del grande cranio di Paraceratherium. I denti masticatori inferiori, invece, erano a forma di L, un tratto caratteristico dei rinoceronti.

### Scheletro

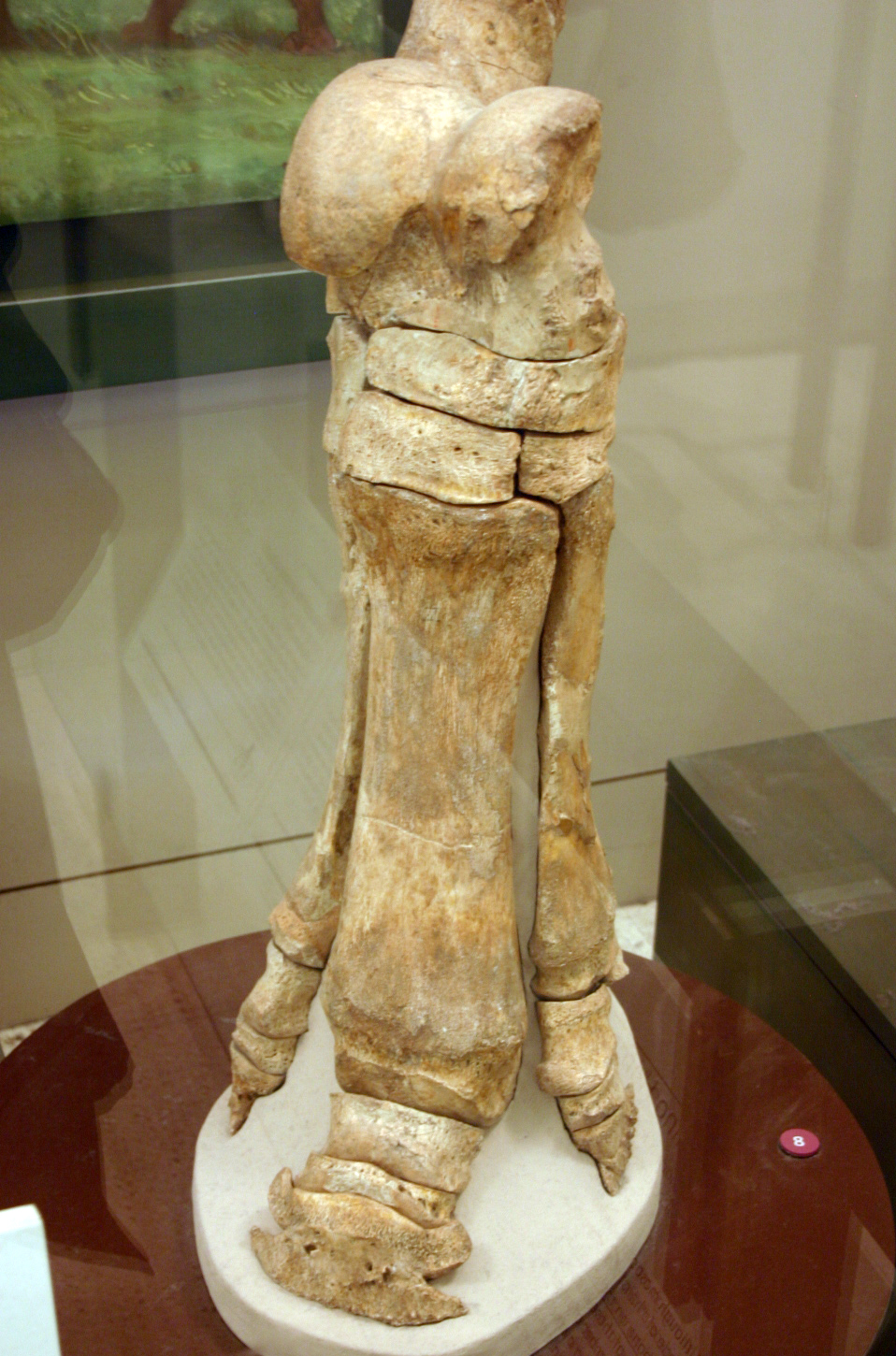
Arto posteriore di P. transouralicum, AMNH

Non è ancora stato rinvenuto un set completo di vertebre e costole di Paraceratherium, e la coda resta completamente sconosciuta. L'atlante e l'epistrofeo, le prime due vertebre del collo, erano più larghi rispetto a quelli della maggior parte dei rinoceronti moderni, offrendo spazio per l'attacco di robusti legamenti e muscoli necessari a sostenere la grande testa. Anche le altre vertebre erano molto larghe e dotate di grandi zigapofisi, che fornivano ampio spazio per muscoli, tendini, legamenti e nervi, contribuendo al supporto della testa, del collo e della colonna vertebrale. Le spine neurali delle vertebre erano lunghe e formavano una sorta di "gobba" lungo il dorso, dove si attaccavano i muscoli del collo e i legamenti nucali per sostenere il cranio. Le costole erano simili a quelle dei rinoceronti moderni, ma la gabbia toracica appariva relativamente più piccola rispetto alle proporzioni del corpo, con gambe lunghe e un tronco voluminoso, in contrasto con i rinoceronti attuali, che hanno corpi più compatti. L'ultima vertebra della parte inferiore del dorso era fusa con l'osso sacro, una caratteristica condivisa con i rinoceronti moderni. Analogamente ai dinosauri sauropodi, Paraceratherium presentava aperture simili a pleurocele (cavità nell'osso) nelle vertebre pre-sacrali, che probabilmente avevano la funzione di alleggerire il peso dello scheletro.
Gli arti di Paraceratherium erano grandi e robusti, progettati per sostenere il notevole peso dell'animale. La loro struttura era in qualche modo simile, per convergenza evolutiva, a quella degli elefanti e dei dinosauri sauropodi, con una morfologia graviportante. Tuttavia, a differenza di questi animali, che tendevano ad allungare le ossa degli arti anteriori comprimendo e accorciando le ossa degli arti posteriori, delle mani e dei piedi, Paraceratherium presentava ossa degli arti anteriori relativamente corte e ossa lunghe di mani e piedi, con falangi a forma di disco, simili a quelle dei rinoceronti moderni. Alcune ossa del piede erano lunghe quasi 50 centimetri. Le ossa della coscia, tipicamente lunghe circa 1,5 metri, erano superate in dimensioni solo da quelle di alcuni grandi elefanti e dinosauri. Queste ossa erano spesse, robuste e simili a colonne, molto più massicce rispetto a quelle di altri rinoceronti. I tre trocanteri laterali, tipici delle ossa della coscia, erano ridotti, poiché la robustezza complessiva riduceva la necessità di strutture per l'attacco di muscoli grandi. Gli arti erano mantenuti in una posizione a colonna, piuttosto che piegati, come avviene negli animali più piccoli, il che riduceva la necessità di grandi muscoli per il supporto del peso corporeo. Gli arti anteriori erano dotati di tre dita.

## Paleobiologia

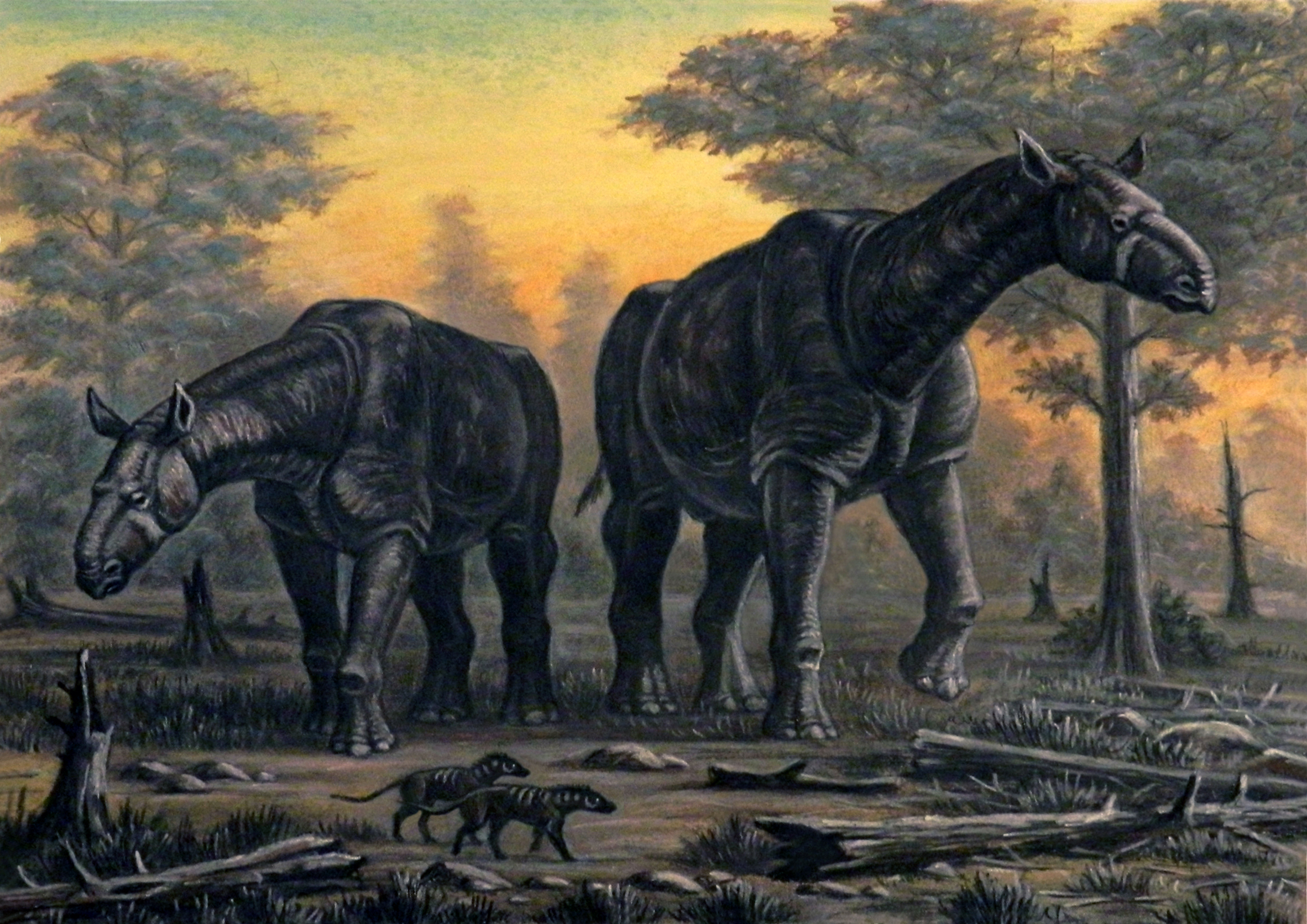
Ricostruzione di una coppia di P. transouralicum, con due Hyaenodon

Nel 1988, lo zoologo britannico Robert M. Alexander propose che il surriscaldamento potesse rappresentare un problema significativo per Paraceratherium a causa delle sue grandi dimensioni. Secondo Donald Prothero, i migliori analoghi viventi di questo animale potrebbero essere grandi mammiferi come elefanti, rinoceronti e ippopotami. Questi animali, per favorire la termoregolazione, si rinfrescano durante il giorno riposando all'ombra, immergendosi in acqua o fango, oppure ricoprendosi di quest'ultimo. Inoltre, tendono a nutrirsi e spostarsi principalmente durante la notte per evitare il calore del giorno. A causa delle sue imponenti dimensioni, Paraceratherium non sarebbe stato in grado di correre o muoversi velocemente, ma probabilmente poteva percorrere lunghe distanze, una caratteristica cruciale in ambienti con risorse alimentari limitate. Potrebbe aver avuto ampi territori familiari oppure uno stile di vita migratorio. Prothero ipotizza che animali di tali dimensioni avrebbero richiesto territori molto estesi, di almeno 1000 chilometri quadrati. La scarsità di risorse durante l'Oligocene in Asia avrebbe limitato sia la densità delle popolazioni numerose sia la coesistenza di molte specie o generi simili. Questo fenomeno è noto come esclusione competitiva, un principio che spiega, ad esempio, come il rinoceronte nero (un brucatore) e il rinoceronte bianco (un pascolatore) occupino nicchie ecologiche diverse pur convivendo nelle stesse aree dell'Africa.
La maggior parte dei predatori terrestri presenti nell'habitat di Paraceratherium non superava le dimensioni di un lupo moderno, e quindi non rappresentava una minaccia significativa per gli individui adulti, il cui enorme corpo li rendeva virtualmente invulnerabili agli attacchi dei carnivori terrestri. Tuttavia, i cuccioli di Paraceratherium potevano essere vulnerabili a predatori di dimensioni maggiori o a gruppi di cacciatori. Ci sono inoltre prove che indicano che, in rari casi, anche gli adulti potrebbero essere stati predati. Segni di morsi trovati su ossa di Paraceratherium rinvenute nei letti Bugti suggeriscono che siano stati attaccati da Astorgosuchus, un coccodrillo preistorico lungo tra i 10 e gli 11 metri. Questo coccodrillo, grazie alle sue dimensioni e alla sua potenza, potrebbe aver rappresentato una delle poche minacce dirette per gli indricotheri adulti, specialmente nei pressi di fonti d'acqua.
I fossili di Paraceratherium sono relativamente rari, rendendo difficile ottenere informazioni dettagliate sulla loro riproduzione. Tuttavia, si possono formulare ipotesi basate sul comportamento degli attuali grandi mammiferi terrestri, come gli elefanti, caratterizzati da un lungo periodo di gestazione e da una notevole longevità. È probabile che Paraceratherium seguisse un modello riproduttivo simile, partorendo un unico cucciolo per volta, una caratteristica comune alla maggior parte dei grandi mammiferi. È possibile che Paraceratherium vivesse in piccoli gruppi familiari, costituiti principalmente da femmine e dai loro cuccioli, che collaboravano per proteggerli dai predatori. Si stima che 20 tonnellate rappresentino il peso massimo raggiungibile da un mammifero terrestre, e Paraceratherium si avvicinava molto a questo limite. Le ragioni per cui i mammiferi non raggiungono le dimensioni dei dinosauri sauropodi restano sconosciute, ma potrebbero essere legate a fattori ecologici piuttosto che biomeccanici, forse correlati alle strategie riproduttive.

### Dieta e alimentazione

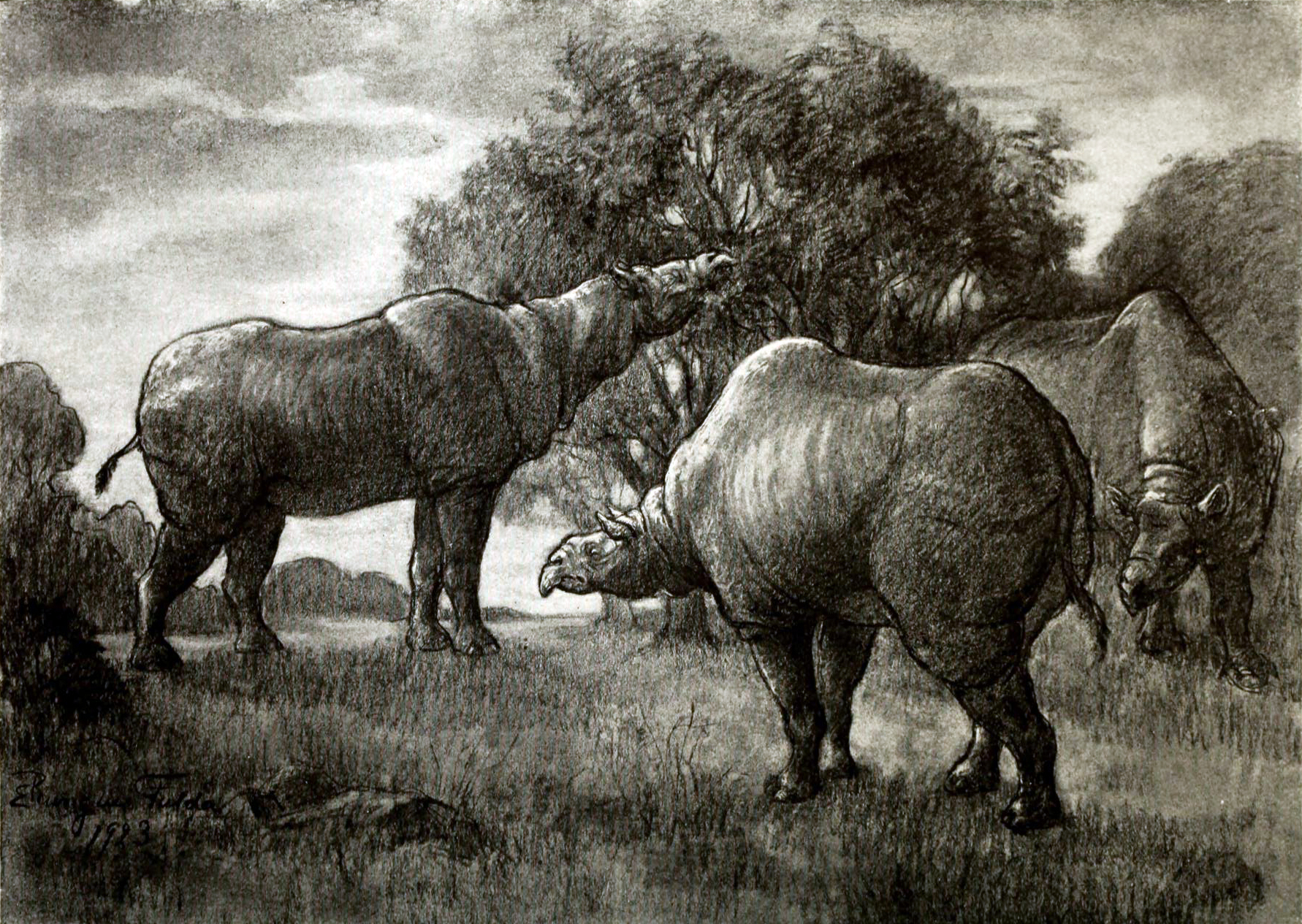
Un gruppo di P. transouralicum, di Elizabeth Rungius Fulda (1923)

I denti semplici a corona bassa di Paraceratherium indicano che l'animale era un brucatore, con una dieta composta principalmente da foglie e arbusti relativamente morbidi. Questo contrasta con i rinoceronti successivi, che divennero pascolatori e svilupparono denti a corona alta per affrontare una dieta di erba bassa, che spesso include terra e sabbia, accelerando l'usura dentale. Gli studi sulla composizione dei denti di Paraceratherium confermano la sua dieta basata su foglie morbide, sebbene ulteriori analisi sull'usura dentale debbano ancora essere condotte. L'analisi isotopica mostra che Paraceratherium si nutriva principalmente di piante C3, costituite prevalentemente da foglie. Come i suoi parenti perissodattili, tra cui cavalli, tapiri e rinoceronti, Paraceratherium utilizzava probabilmente un processo di fermentazione nel tratto intestinale per digerire il cibo. Questo metodo di digestione, relativamente inefficiente nell'estrarre nutrienti, richiedeva all'animale di nutrirsi costantemente, consumando grandi quantità di cibo ogni giorno. Come altri grandi erbivori, Paraceratherium avrebbe avuto un ampio apparato digerente per supportare il suo stile di vita.
Granger e Gregory ipotizzavano che i grandi incisivi di Paraceratherium fossero usati sia per la difesa sia per strappare arbusti, spostando il collo verso il basso e utilizzandoli come picconi o leve. Analogamente ai tapiri, che usano la loro proboscide per avvolgere i rami e strappare la corteccia con i denti anteriori, anche Paraceratherium avrebbe potuto sfruttare questa capacità per nutrirsi. Alcuni autori russi hanno suggerito che le zanne fossero utilizzate per spezzare ramoscelli, spogliare la corteccia e piegare rami alti. Poiché le specie del primo Oligocene presentavano zanne più grandi rispetto a quelle successive, si è ipotizzato che la loro dieta fosse inizialmente più basata sulla corteccia rispetto alle foglie. Tuttavia, questa idea è stata successivamente scartata, poiché è stato stabilito che le specie coinvolte erano contemporanee e che le differenze nelle zanne erano probabilmente legate al dimorfismo sessuale. È plausibile che Paraceratherium vivesse in mandrie migratorie, spostandosi costantemente alla ricerca di cibo da alberi ad alto fusto, inaccessibili ai mammiferi più piccoli. Osborn propose che la modalità di foraggiamento di Paraceratherium fosse simile a quella delle giraffe e degli okapi, che si nutrono di fogliame ad altezze elevate, piuttosto che a quella dei rinoceronti moderni, le cui teste sono tenute vicine al suolo.

## Tassonomia
La storia tassonomica di Paraceratherium è particolarmente complessa, sia a causa della natura frammentaria dei suoi fossili, sia per il fatto che, per gran parte del XX secolo, scienziati occidentali, sovietici e cinesi hanno lavorato in isolamento, pubblicando le loro ricerche principalmente nelle rispettive lingue. Sebbene ci siano stati tentativi di confronto tra le scoperte effettuate in diverse parti del mondo per ottenere una visione più completa di questi animali, tali sforzi sono stati ostacolati da eventi politici e conflitti bellici. A complicare ulteriormente il quadro sono state le opposte tendenze tassonomiche di "aggregazione" (gruppare più fossili in un unico genere) e "scissione" (creare nuovi generi e specie basandosi su piccole differenze). Inoltre, datazione geologiche imprecise avevano portato gli scienziati a considerare formazioni geologiche contemporanee come appartenenti a periodi diversi. Molti generi di indricoteri sono stati nominati sulla base di sottili differenze nei denti molari, caratteristiche che oggi si ritiene rappresentino variazioni all'interno delle popolazioni di altre specie di rinoceronte. Di conseguenza, la maggior parte di questi generi e specie non è più accettata dalla comunità scientifica come valida per distinguere Paraceratherium da altre forme simili.
Le prime scoperte di resti di indricoteri avvennero grazie ai legami coloniali con l'Asia. Nel 1846, un soldato britannico di nome Vickary raccolse frammenti fossili nel Belucistan (nell'odierno Pakistan), ma all'epoca questi resti non erano identificabili. I primi fossili ora attribuiti a Paraceratherium furono scoperti dal geologo britannico Guy Ellcock Pilgrim tra il 1907 e il 1908, sempre in Belucistan. Il materiale includeva una mascella, denti inferiori e la parte posteriore di una mandibola. I fossili furono recuperati nella Formazione Chitarwata di Dera Bugti, un'area che Pilgrim aveva già esplorato in precedenza. Nel 1908, Pilgrim descrisse questi fossili come base per una nuova specie del genere estinto di rinoceronte Aceratherium, chiamandola A. bugtiense. A quel tempo, Aceratherium era un cosiddetto "taxon cestino", ossia un genere che raggruppava diverse specie non strettamente correlate di rinoceronti privi di corna. Molte di queste specie sono state successivamente riassegnate ad altri generi. Inoltre, incisivi fossili che Pilgrim aveva precedentemente attribuito al genere non correlato Bugtitherium furono successivamente alla nuova specie A. bugtiense.
Nel 1910, nuovi fossili parziali furono scoperti a Dera Bugti durante una spedizione guidata dal paleontologo britannico Clive Forster-Cooper. Basandosi su questi resti, Forster-Cooper riclassificò Aceratherium bugtiense in un nuovo genere, Paraceratherium, che significa "simile alla bestia senza corna", in riferimento al genere Aceratherium. La motivazione per questa riclassificazione era basata sulla particolare morfologia delle zanne mandibolari, rivolte nettamente verso il basso. Nel 1913, Forster-Cooper descrisse un ulteriore genere e specie, Thaumastotherium osborni ("bestia meravigliosa"), basandosi su fossili di dimensioni maggiori provenienti dagli stessi scavi. Inizialmente aveva ipotizzato che questi fossili appartenessero al maschio di P. bugtiense. Tuttavia, lo stesso anno, il genere fu ribattezzato Baluchitherium, poiché il nome Thaumastotherium era già stato utilizzato per un insetto della famiglia degli emitteri. I fossili attribuiti a Baluchitherium erano estremamente frammentari, e Foster-Cooper riuscì a identificarlo solo come un perissodattilo generico. Tuttavia, accennò alla possibilità che potesse essere confuso con Paraceratherium. Il paleontologo americano Henry Fairfield Osborn, da cui B. osborni prende il nome, suggerì che l'animale potesse invece appartenere al gruppo dei titanotheri, un'altra famiglia di grandi perissodattili estinti.
Una spedizione dell'Accademia delle Scienze russa scoprì successivamente fossili nella Formazione d'Aral, vicino al lago d'Aral in Kazakistan. Questi resti rappresentavano lo scheletro di indricoterio più completo conosciuto, sebbene mancasse il cranio. Nel 1916, basandosi su questi fossili, Aleksej Alekseevič Borisjak descrisse un nuovo genere, Indricotherium, ispirandosi al mostro mitologico russo noto come "bestia Indrik". Borisjak non assegnò un nome specifico alla specie fino al 1923, quando lo chiamò Indricotherium asiaticum. Tuttavia, già nel 1922, la paleontologa russa Marija Pavlova aveva nominato la stessa specie Indricotherium transouralicum. Questo ha portato a una discrepanza nella nomenclatura. Sempre nel 1923, Borisjak istituì la sottofamiglia Indricotheriinae per includere tutte le forme correlate di indricoteri allora conosciute, unificando così diverse scoperte sotto una classificazione comune.

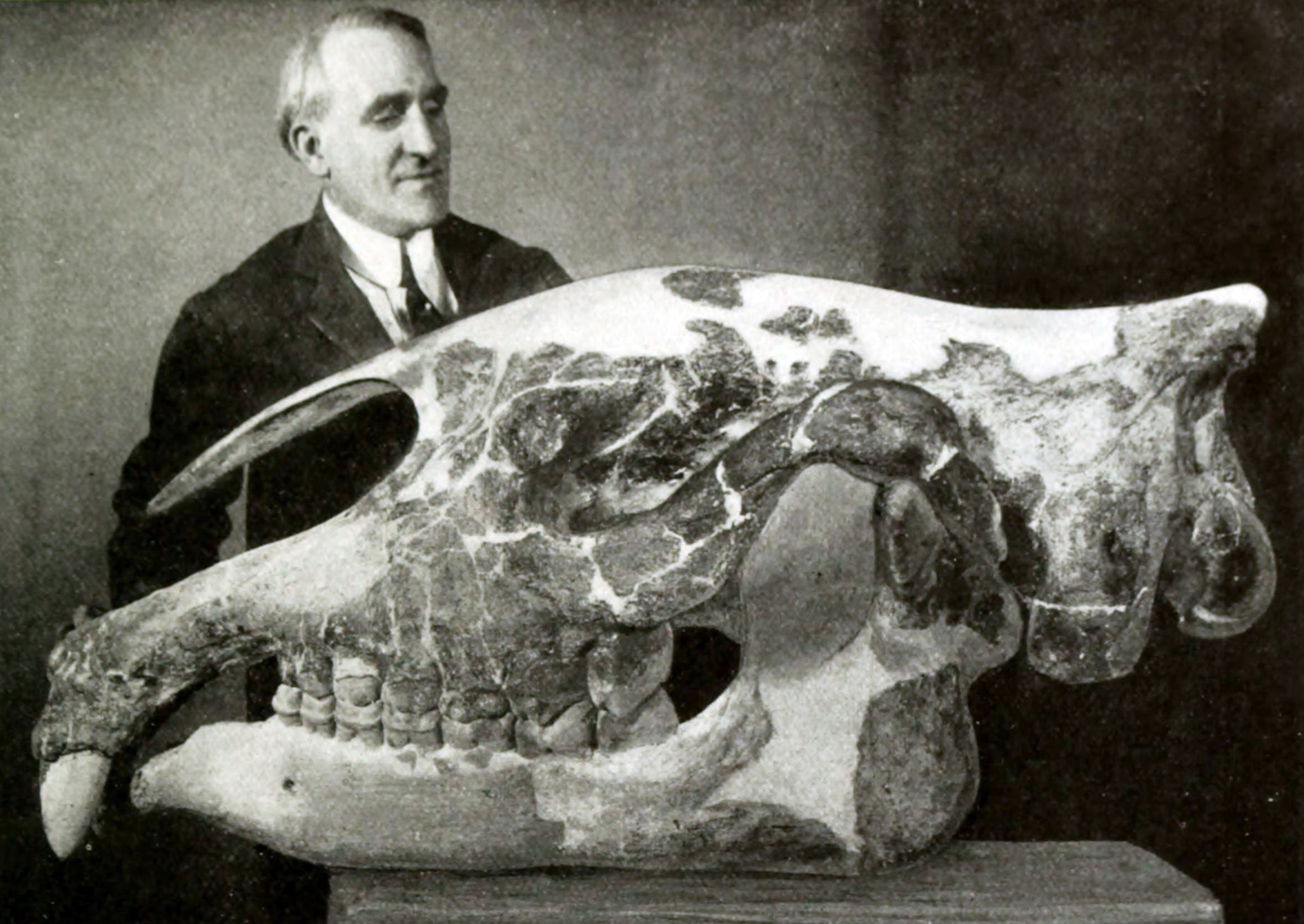
Il preparatore Otto Falkenbach con il cranio di P. transouralicum (AMNH 18650), già assegnato a B. grangeri, all'American Museum of Natural History

Nel 1922, l'esploratore americano Roy Chapman Andrews guidò una celebre spedizione in Cina e Mongolia, sponsorizzata dall'American Museum of Natural History. Durante questa spedizione, furono scoperti numerosi resti di indricotheri in varie formazioni del deserto del Gobi mongolo. Tra questi, spiccavano le zampe di un esemplare rinvenuto in posizione eretta, un'indicazione che l'animale fosse morto rimanendo intrappolato nelle sabbie mobili. Fu inoltre recuperato un cranio quasi completo, una scoperta di grande rilevanza. Questi fossili divennero la base per la descrizione di una nuova specie, Baluchitherium grangeri, nominata da Henry Fairfield Osborn nel 1923.
Nel 2017, il paleontologo cinese Yong-Xiang Li e colleghi descrissero una nuova specie, Paraceratherium huangheense, basandosi su elementi mascellari rinvenuti nella Formazione Hanjiajing, situata nella provincia cinese del Gansu. Il nome della specie si riferisce al vicino Fiume Giallo. Nel 2021, un'altra nuova specie, Paraceratherium linxiaense, fu descritta dal paleontologo cinese Tao Deng e da un collega. Questa specie si basa basata su un cranio completo con mandibola associata e un osso atlante rinvenuti nella Formazione Jiaozigou, situata nel Bacino di Linxia, nel nord-ovest della Cina, a cui il nome fa riferimento.
Numerose altre specie e generi di indricoteri sono stati proposti nel corso degli anni, spesso basandosi su differenze minime nelle dimensioni, nella forma del muso e nella disposizione dei denti anteriori. Tuttavia, molte di queste denominazioni sono state successivamente considerate sinonimi o ridondanti. I fossili attribuibili a Paraceratherium continuano a essere scoperti in diverse aree dell'Eurasia, arricchendo le conoscenze su questi animali. Tuttavia, la situazione politica in Pakistan ha reso troppo instabili le condizioni per effettuare ulteriori scavi nei siti storici.

### Specie e sinonimi

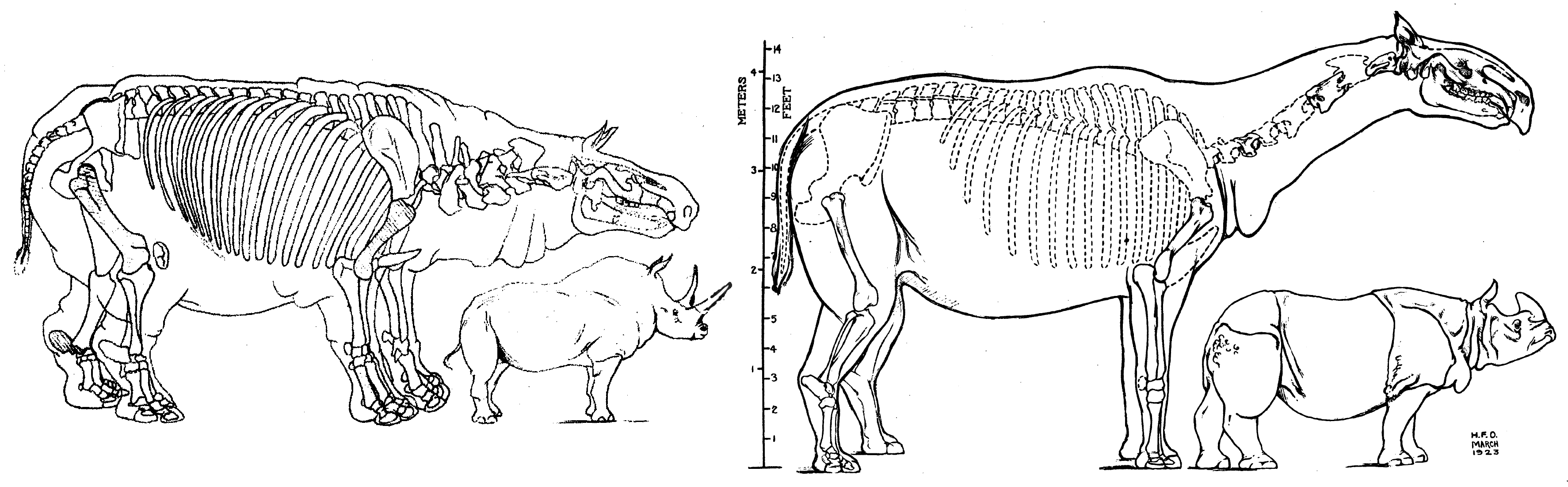
Ricostruzioni scheletriche del 1923, di B. grangeri (ora P. transouralicum), in versione rinoceronte (sinistra) e una versione più accurata (destra)

Nel 1922, Forster-Cooper nominò la nuova specie Metamynodon bugtiensis sulla base di un palato e di altri frammenti ossei rinvenuti a Dera Bugti, ritenuti appartenere a un membro gigante del genere Metamynodon. Tuttavia, si pensa oggi che questi fossili appartengano a un esemplare aberrante di Paraceratherium bugtiense, caratterizzato dall'assenza del molare M3. Nel 1936, i paleontologi americani Walter Granger e William K. Gregory suggerirono che il Baluchitherium osborni descritto da Forster-Cooper fosse, in realtà, un sinonimo junior di Paraceratherium bugtiense. I due esemplari erano stati infatti scoperti nella stessa località e potrebbero appartenere a una singola specie con una certa variabilità morfologica. Dubbi simili erano stati già sollevati in precedenza dallo stesso Forster-Cooper e dal paleontologo americano William Diller Matthew. Nonostante la dichiarazione di sinonimia, il nome Baluchitherium continuò a essere utilizzato ampiamente nei media e nella cultura popolare, soprattutto grazie alla notorietà generata dal Baluchitherium grangeri di Osborn.
Nel 1989, i paleontologi americani Spencer G. Lucas e Jay C. Sobus pubblicarono una revisione dei taxa di indricotheri, che è oggi ampiamente seguita dalla maggior parte degli scienziati occidentali. La revisione concluse che Paraceratherium, essendo il nome più antico, fosse l'unico genere valido di indricotheri dell'Oligocene e includeva quattro specie riconosciute: P. bugtiense, P. transouralicum (originariamente Indricotherium), P. prohorovi (originariamente Aralotherium) e P. orgosensis (originariamente Dzungariotherium). La maggior parte degli altri nomi venne considerata sinonimi junior di questi taxa oppure dichiarata nomina dubia, poiché basata su resti troppo frammentari per essere identificati con certezza. Lucas e Sobus analizzarono le presunte differenze tra i generi e le specie nominate e conclusero che queste probabilmente rappresentavano variazioni naturali all'interno delle popolazioni. Inoltre, la maggior parte delle caratteristiche erano indistinguibili tra i vari esemplari, una conclusione che era già stata suggerita negli anni '30. Un esempio di ciò è la differenza tra i crani attribuiti a P. transouralicum o Indricotherium (con una forma a cupola) rispetto ad altri con una forma piatta. Lucas e Sobus attribuirono questa diversità al dimorfismo sessuale, suggerendo che i fossili di P. bugtiense rappresentassero individui femminili, mentre quelli di P. transouralicum rappresentassero i maschi della stessa specie.
Secondo Lucas e Sobus, la specie tipo Paraceratherium bugtiense del tardo Oligocene del Pakistan include diversi sinonimi junior, come Baluchitherium osborni e Paraceratherium zhajremensis. La specie P. transouralicum, proveniente dal tardo Oligocene del Kazakistan, della Mongolia e della Cina settentrionale, comprende invece sinonimi come Baluchitherium grangeri e Indricotherium minus. Nel 2013, il paleontologo americano Donald Prothero suggerì che P. orgosensis potrebbe essere sufficientemente distinto da meritare il recupero del suo nome di genere originale, Dzungariotherium, sebbene sia necessaria una valutazione più approfondita per confermarlo. 'Al contrario, 'P. prohorovi, dal tardo Oligocene del Kazakistan, potrebbe essere troppo incompleto per risolvere la sua posizione tassonomica rispetto alle altre specie. Lo stesso vale per altre specie proposte, come Indricotherium intermedium e Paraceratherium tienshanensis, così come per il genere Benaratherium. Sebbene il nome del genere Indricotherium sia ormai considerato un sinonimo junior di Paraceratherium, il nome della sottofamiglia Indricotheriinae rimane in uso. Questo perché la sinonimia del nome del genere non influenza i taxa di livello superiore derivati da esso. Di conseguenza, i membri di questa sottofamiglia sono ancora comunemente indicati come indricotheri.
In contrasto con la revisione del 1989 di Lucas e Sobus, un articolo pubblicato nel 2003 del paleontologo cinese Jie Ye e colleghi propose che Indricotherium e Dzungariotherium fossero generi validi e che P. prohorovi non appartenesse a Paraceratherium. Inoltre, l'articolo riconobbe la validità di altre specie, tra cui P. lipidus, P. tienshanensis e P. sui. Un ulteriore studio del 2004, condotto da Deng e colleghi, supportò l'esistenza di tre generi distinti all'interno degli indricotheri. Anche alcuni studiosi occidentali hanno utilizzato nomi considerati non validi dalla revisione di Lucas e Sobus, ma spesso senza fornire analisi o giustificazioni dettagliate. Nel 2021, Deng e colleghi aggiornarono ulteriormente la classificazione, riconoscendo sei specie valide di Paraceratherium, incluse alcune precedentemente considerate sinonimi, come P. grangeri, P. asiaticum e P. lepidum. Tuttavia, mantennero Indricotherium e Baluchitherium come sinonimi del genere Paraceratherium.
Attualmente, i sinonimi riconosciuti per il genere Paraceratherium includono:
- Baluchitherium Forster-Cooper, 1913
- Indricotherium Borissiak, 1916
- Pristinotherium Birkjukov, 1953
- ?Benaratherium Gabunia, 1955

I sinonimi per le specie P. bugtiense e P. transouralicum sono invece:
- Aceratherium bugtiense Pilgrim, 1908
- Thaumastotherium osborni Forster-Cooper, 1913 (già in uso)
- Baluchitherium osborni (Forster-Cooper, 1913)
- Metamynodon bugtiensis Forster-Cooper, 1922
- Paraceratherium zhajremensis Bayshashov, 1988
- Indricotherium transouralicum Pavlova, 1922
- Baluchitherium grangeri Osborn, 1923
- Indricotherium asiaticum Borissiak, 1923
- Indricotherium minus Borissiak, 1923
- Indricotherium grangeri (Osborn, 1923)
- Pristinotherium brevicervicale Birjukov, 1953

### Evoluzione

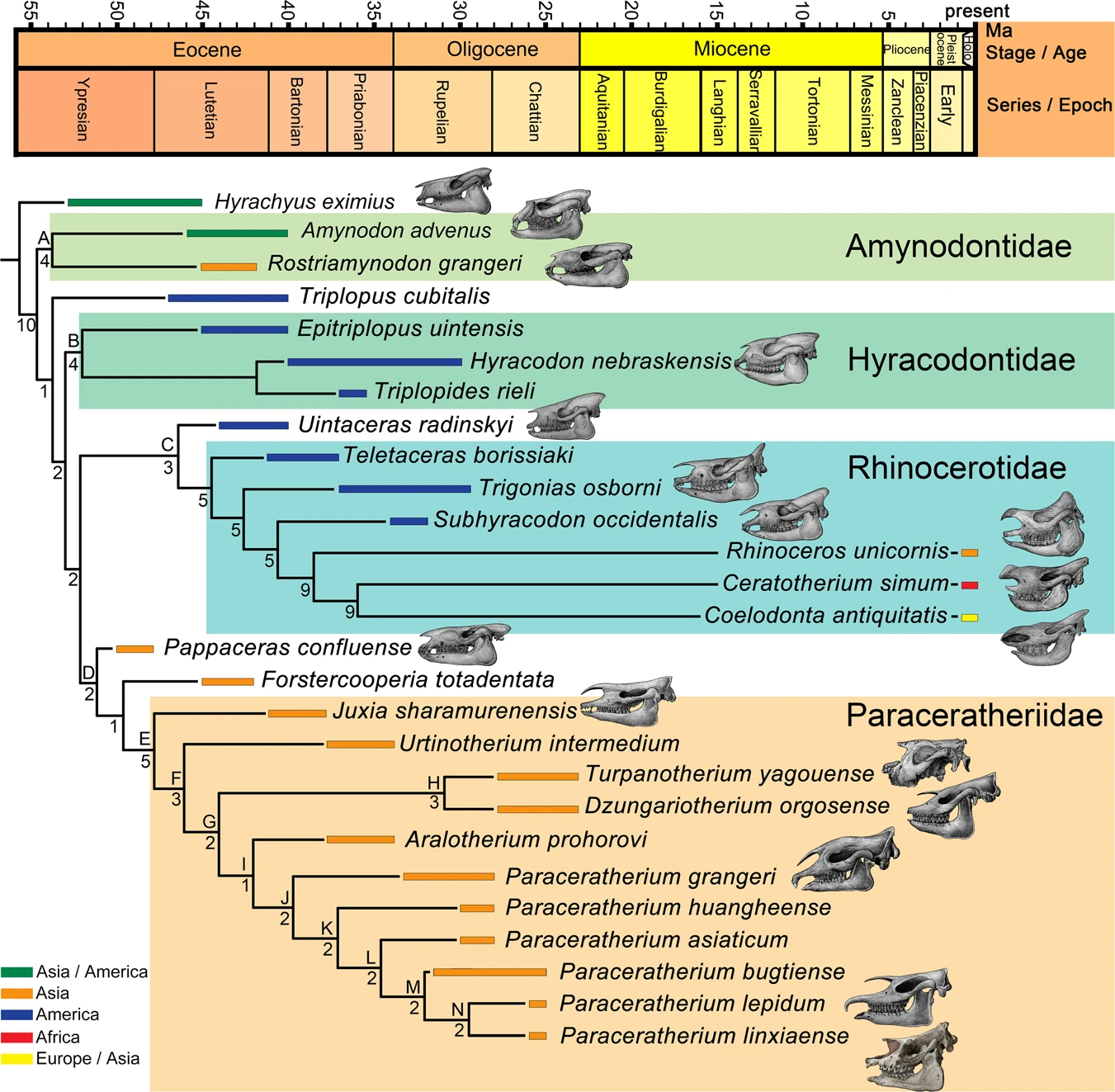
Relazioni filogenetiche di Paraceratherium con altri rinoceronti, secondo Tao Deng e colleghi, 2021

La superfamiglia Rhinocerotoidea, che comprende i rinoceronti moderni, potrebbe risalire al primo Eocene, circa 50 milioni di anni fa. I suoi primi precursori sono rappresentati da Hyrachyus. Questa superfamiglia include tre famiglie principali: Amynodontidae, Rhinocerotidae (i "veri rinoceronti") e Hyracodontidae. Durante il passato preistorico, la diversità dei rinoceronti era molto più ampia rispetto a quella odierna, con una varietà di forme che spaziavano dalle dimensioni di un cane fino alle enormi proporzioni di un Paraceratherium. Alcuni rinoceronti avevano lunghe gambe adattate per la corsa, mentre altri erano semi-acquatici; inoltre, la maggior parte delle specie non possedeva corna. I fossili di rinoceronte possono essere identificati principalmente grazie alle caratteristiche dei loro denti, che hanno una maggiore probabilità di conservazione rispetto ad altre parti del corpo. I molari superiori della maggior parte dei rinoceronti presentano un motivo a forma di pi greco (π) sulla corona, mentre i molari inferiori hanno forme a L accoppiate. Anche alcune caratteristiche specifiche del cranio sono fondamentali per l'identificazione dei rinoceronti fossili.
La sottofamiglia Indricotheriinae, a cui appartiene Paraceratherium, fu classificata per la prima volta come parte della famiglia Hyracodontidae dal paleontologo americano Leonard B. Radinsky, nel 1966. In precedenza, gli indricotheri erano stati considerati una sottofamiglia all'interno dei Rhinocerotidae o, in alcuni casi, una famiglia completa denominata Indricotheriidae. In uno studio cladistico del 1999 sui tapiromorfi, il paleontologo americano Luke Holbrook suggerì che gli indricotheri potrebbero trovarsi al di fuori del clade hyracodontide, ipotizzando che rappresentassero un raggruppamento monofiletico (naturale). Tuttavia, lo schema di Radinsky è ancora oggi l'ipotesi prevalente. La famiglia degli Hyracodontidae comprende membri dalle gambe lunghe, adattati alla corsa, come Hyracodon, caratterizzati da incisivi specifici. Gli indricotheri si distinguono dagli altri hyracodonti per le loro dimensioni colossali e per la struttura evoluta del muso, degli incisivi e dei canini. L'indricotherio più antico conosciuto è Forstercooperia, delle dimensioni di un cane, vissuto durante l'Eocene medio-superiore nel Nord America occidentale e in Asia. Juxia, un altro indricotherio delle dimensioni di una vacca, risale all'Eocene medio, mentre Urtinotherium, dell'Eocene superiore in Asia, aveva già raggiunto quasi le dimensioni di Paraceratherium. Lo stesso Paraceratherium visse in Eurasia durante l'Oligocene, circa 34-23 milioni di anni fa. Questo genere si distingue dagli altri indricotheri per la grande incisione nasale, che potrebbe aver ospitato un labbro prensile o una piccola proboscide, e per le ossa premascellari rivolte verso il basso. Infine, Paraceratherium aveva perso il secondo e il terzo incisivo inferiore, i canini inferiori e i primi premolari inferiori, caratteristiche che lo differenziano ulteriormente dagli altri membri della sottofamiglia.
Il seguente cladogramma rappresenta l'analisi del 1989 di Indricotheriinae condotta da Lucas e Sobus, mostrando i parenti più stretti di Paraceratherium:
|  | Juxia                                                             |
|  |                                                                   |
|  | \| \| Urtinotherium \| \| \| \| \| \| Paraceratherium \| \| \| \| |
|  |                                                                   |
|  | Urtinotherium                                                     |
|  |                                                                   |
|  | Paraceratherium                                                   |
|  |                                                                   |

|  | Urtinotherium   |
|  |                 |
|  | Paraceratherium |
|  |                 |

|  | Juxia                                                             |
|  |                                                                   |
|  | \| \| Urtinotherium \| \| \| \| \| \| Paraceratherium \| \| \| \| |
|  |                                                                   |
|  | Urtinotherium                                                     |
|  |                                                                   |
|  | Paraceratherium                                                   |
|  |                                                                   |

|  | Urtinotherium   |
|  |                 |
|  | Paraceratherium |
|  |                 |

|  | Juxia                                                             |
|  |                                                                   |
|  | \| \| Urtinotherium \| \| \| \| \| \| Paraceratherium \| \| \| \| |
|  |                                                                   |
|  | Urtinotherium                                                     |
|  |                                                                   |
|  | Paraceratherium                                                   |
|  |                                                                   |

|  | Urtinotherium   |
|  |                 |
|  | Paraceratherium |
|  |                 |

|  | Juxia                                                             |
|  |                                                                   |
|  | \| \| Urtinotherium \| \| \| \| \| \| Paraceratherium \| \| \| \| |
|  |                                                                   |
|  | Urtinotherium                                                     |
|  |                                                                   |
|  | Paraceratherium                                                   |
|  |                                                                   |

|  | Urtinotherium   |
|  |                 |
|  | Paraceratherium |
|  |                 |

Lucas e colleghi avevano raggiunto conclusioni simili già in una precedente analisi del 1981 su Forstercooperia, in cui consideravano ancora Paraceratherium e Indricotherium come generi separati. Nel 2016, i ricercatori cinesi Haibing Wang e colleghi proposero il nome Paraceratheriidae per la famiglia e Paraceratheriinae per la sottofamiglia, collocandoli al di fuori degli Hyracodontidae. Uno studio condotto da Deng e colleghi nel 2021 confermò alcune conclusioni degli studi precedenti, suggerendo che Juxia si fosse evoluto da un clade costituito da Forstercooperia e Pappaceras circa 40 milioni di anni fa. Questo lignaggio avrebbe successivamente dato origine a Urtinotherium nel tardo Eocene e infine a Paraceratherium durante l'Oligocene. Inoltre, Deng e colleghi scoprirono che gli Hyracodontidae non formavano un gruppo monofiletico. Secondo questa analisi, i Paraceratheriidae risultano più strettamente imparentati con i Rhinocerotidae, contraddicendo le affermazioni degli studi precedenti.

## Distribuzione e habitat

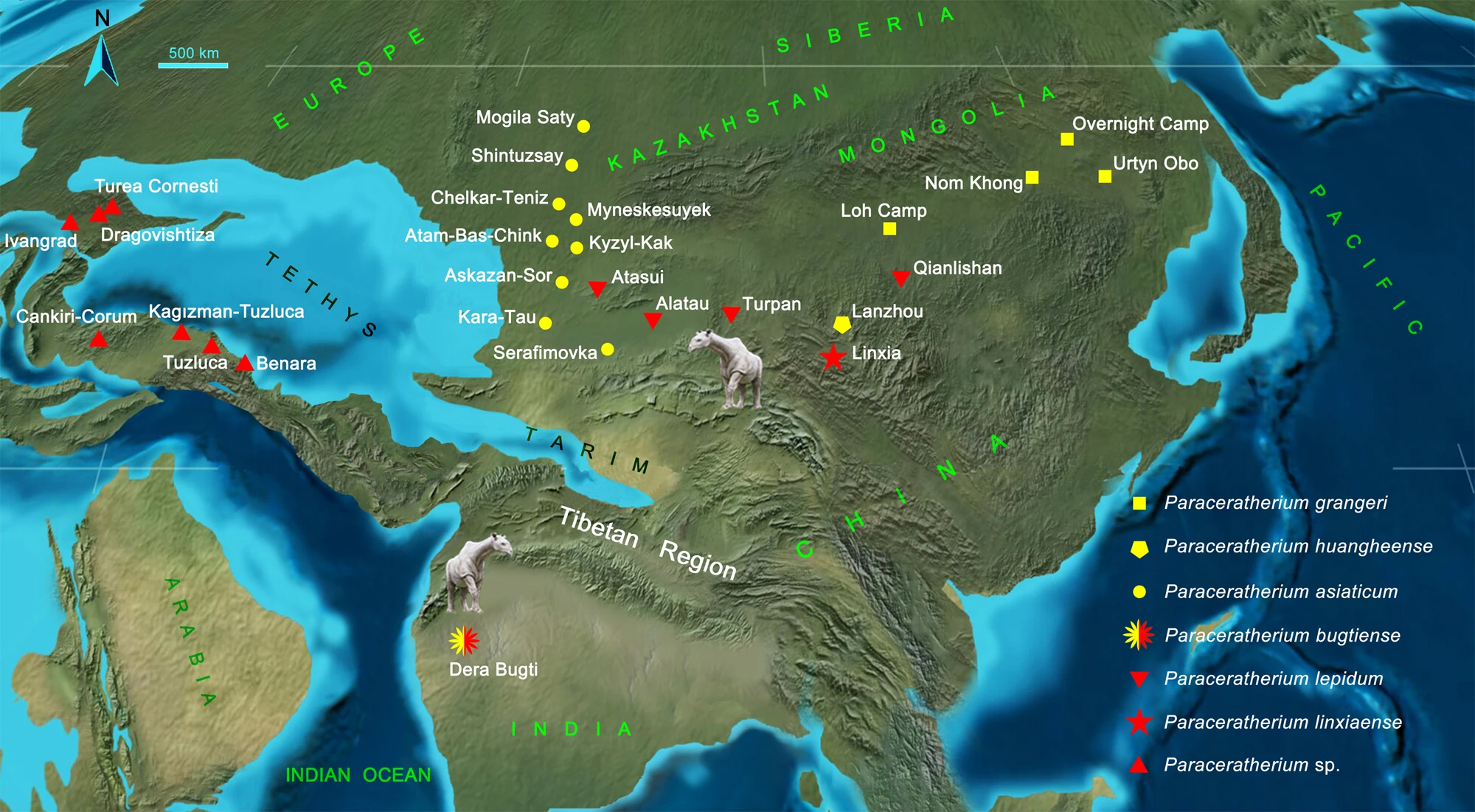
Mappa che mostra le località in cui sono stati ritrovati fossili di Paraceratherium risalenti all'Oligocene inferiore (giallo) e superiore (rosso), secondo Deng e colleghi, 2021

Resti fossili attribuibili a Paraceratherium sono stati rinvenuti in formazioni risalenti all'Oligocene, tra 34 e 23 milioni di anni fa, in diverse aree dell'Eurasia. Questi siti includono l'attuale Cina, Mongolia, India, Pakistan, Kazakistan, Georgia, Turchia, Romania, Bulgaria e i Balcani. La distribuzione di Paraceratherium è strettamente legata allo sviluppo paleogeografico della fascia montuosa alpino-himalayana. La vasta distribuzione geografica degli esemplari suggerisce che il genere abitasse una massa continentale continua, caratterizzata da un ambiente uniforme. Tuttavia, le mappe paleogeografiche dell'epoca mostrano che quest'area era frammentata da diverse barriere marine. Nonostante queste barriere, Paraceratherium riscì a colonizzare un'area molto ampia, indicando che era capace di superare ostacoli ambientali significativi. Paraceratherium condivideva il suo habitat con una ricca varietà di fauna, che comprendeva altri rinoceronti, artiodattili, roditori, cani orsi, donnole, ienodonti, nimravidi e felini.
L'habitat di Paraceratherium variava notevolmente all'interno del suo vasto areale, adattandosi ai diversi tipi di ambienti presenti nelle formazioni geologiche in cui sono stati ritrovati i suoi resti. La formazione Hsanda Gol in Mongolia rappresentava un arido bacino desertico, caratterizzato da un ambiente con alberi bassi e una copertura limitat di arbusti. Questo è dedotto dalla fauna ritrovata, che includeva animali che si nutrivano dalle cime degli alberi o dal suolo. Uno studio sul polline fossile ha mostrato che gran parte della Cina durante il periodo di Paraceratherium era costituita da boschi di arbusti. Le piante prevalenti comprendevano specie come Salina, tè mormone (Ephedra) e Nitraria, tutte adatte a climi aridi. Gli alberi erano scarsi e concentrati principalmente nelle vicinanze delle falde acquifere. Le regioni della Cina abitate da Paraceratherium erano dominate da laghi prosciugati e dune di sabbia, con fossili vegetali che includono foglie di Palibinia, una pianta adattata alla vita nei deserti. In Mongolia e Cina, gli alberi comuni includevano betulle, olmi, querce e altri alberi a foglie caduche. Più a nord, in Siberia e Kazakistan, erano presenti anche alberi di noce. Nella regione di Dera Bugti, in Pakistan, l'ambiente era caratterizzato da foreste secche, con condizioni che variavano da temperate a subtropicali.
Secondo le analisi filogenetiche e paleobiogeografiche del 2021 condotte da Deng e colleghi, la distribuzione geografica e l'evoluzione di Paraceratherium riflettono una notevole capacità di dispersione del genere. Durante l'Oligocene, P. bugtiense era l'unica specie rappresentata nei depositi del Pakistan occidentale, mentre il genere mostrava una maggiore diversificazione nell'altopiano mongolo, nel nord-ovest della Cina e nel Kazakistan, a nord dell'attuale altopiano tibetano. Deng et al. ipotizzarono che P. asiaticum si fosse disperso verso ovest fino al Kazakistan durante l'Oligocene inferiore, partendo dall'area ancestrale della Mongolia, dove viveva la specie più primitiva del genere, P. grangeri. Successivamente, i discendenti come P. bugtiense avrebbero continuato a prosperare nell'Asia meridionale, probabilmente migrando anche nella regione tibetana. Durante l'Oligocene superiore, P. lepidum visse nelle regioni dello Xinjiang e del Kazakistan, mentre P. linxiaense si stabilì nell'area di Linxia. Questi sister taxon di P. bugtiense potrebbero essere stati in grado di migrare nuovamente verso nord, nell'Asia centrale, approfittando del cambiamento climatico che rese l'area tropicale, a differenza dell'aridità dell'Oligocene inferiore. La dispersione di Paraceratherium implica che durante questo periodo la regione tibetana non fosse ancora un altopiano di alta quota, e pertanto non rappresentava una barriera significativa per i movimenti di grandi animali. Le pianure della zona, probabilmente sdituate a meno di 2000 metri sul livello del mare, avrebbero consentito un libero movimento lungo la costa orientale del Mare di Tetide e attraverso le pianure circostanti. Questa configurazione geografica e climatica favorì l'espansione e la diversificazione di Paraceratherium su un'ampia area dell'Eurasia.

## Estinzione
Paraceratherium, il gigantesco mammifero erbivoro dell'Oligocene, non aveva predatori naturali diretti a causa delle sue dimensioni impressionanti, ma si estinse senza lasciare discendenti dopo aver vissuto per circa 11 milioni di anni. Le cause della sua estinzione rimangono incerte e probabilmente non derivano da un singolo fattore, ma da una combinazione di eventi e condizioni ambientali. Una delle teorie principali attribuisce l'estinzione di Paraceratherium ai cambiamenti climatici verificatisi nel tardo Oligocene. La transizione verso un clima più secco e la conseguente riduzione delle foreste potrebbero aver influito sulla disponibilità di cibo, compromettendo le sue capacità di sostentamento. Inoltre, il lento tasso di riproduzione, caratteristico dei grandi mammiferi, avrebbe reso difficile per la specie recuperare le popolazioni in declino. Un altro fattore significativo potrebbe essere stata l'invasione di proboscidati gomphotheri dall'Africa nell'Oligocene superiore, tra i 28 e i 23 milioni di anni fa. Questi elefanti primitivi erano abili nel modificare i loro habitat, distruggendo alberi e trasformando boschi in praterie, come fanno oggi gli elefanti africani. Questa alterazione ambientale potrebbe aver ridotto drasticamente le risorse alimentari necessarie a Paraceratherium. Con la diminuzione della sua fonte di cibo, la popolazione di questo gigante sarebbe diventata più vulnerabile a ulteriori pressioni ambientali e biologiche. Durante il Miocene inferiore, tra i 23 e i 16 milioni di anno fa, arrivarono in Asia nuovi grandi predatori, come Hyainailurus e Amphicyon, provenienti dall'Africa. Sebbene questi carnivori non fossero in grado di predare gli adulti di Paraceratherium, avrebbero potuto attaccare i cuccioli. La combinazione di predazione giovanile e tasso di riproduzione lento avrebbe influito negativamente sulla capacità di sopravvivenza della specie. Infine, l'Asia fu invasa anche da altri erbivori competitivi durante lo stesso periodo, aumentando ulteriormente la pressione sulle risorse alimentari e contribuendo al declino di Paraceratherium. Questi fattori combinati sembrano spiegare come, nonostante la sua imponenza, questo gigante preistorico si sia estinto, lasciando dietro di sé un'importante eredità nel registro fossile.

## Nella cultura di massa
- Una ricostruzione di Paraceratherium è presente al parco delle estinzioni al Parco Natura Viva. Una ricostruzione di Indricotherium si trova al Parco Dinosauri in Carne e ossa di San Lazzaro di Savena (BO).
- Compare nel documentario I predatori della preistoria, dove viene indicato col nome di Indricotherium.
- È uno degli animali presenti nel gioco Ark: Survival Evolved.